# (7400) Lenau
(7400) Lenau ist ein Asteroid des äußeren Hauptgürtels. Er wurde am 21. August 1987 vom belgischen Astronomen Eric Walter Elst am La-Silla-Observatorium (IAU-Code 809) der Europäischen Südsternwarte in Chile entdeckt.
Der Asteroid wurde am 1. Juni 2007 nach dem österreichischen Schriftsteller der Spätromantik Nikolaus Lenau (1802–1850) benannt, der der wichtigste deutschsprachige Dichter des Weltschmerzes und Pessimismus ist.